# Actinote carica
Actinote carica är en fjärilsart som beskrevs av Gustav Weymer 1890. Actinote carica ingår i släktet Actinote och familjen praktfjärilar. Inga underarter finns listade i Catalogue of Life.